# Cris Horwang
Celine Horwang (thaï: ศิริน หอวัง; RTGS: Celine Howang), surnommée Cris (thaï: คริส; RTGS: Khrit) et connue sous le nom d'actrice Cris Horwang (คริส หอวัง), née le 05 juillet 1980 à Bangkok, est une actrice, mannequin femme, chanteuse, présentatrice de télévision, DJ à Fat Radio, chorégraphe et professeur de danse (ballet) thaïlandaise.

## Biographie
A 5 ans, Celine Cris Horwang commence son apprentissage de la danse à l'Aree Dance School, puis elle continue la Walnut Hill Performant Arts School de Boston et au California Institute of Arts de Los Angeles.
De retour en Thaïlande, elle devient professeure de danse à l'École internationale de Bangkok (en).
En 2009, elle devient une actrice et vedette incontournable en Thaïlande à la suite de son grand succès dans Bangkok Traffic (Love) Story d'Adisorn Tresirikasen.
En 2014, elle est attaquée en justice pour un selfie publié sur les réseaux sociaux, un verre d'alcool à la main, accusée de violer la loi thaïlandaise "Alcohol Control Act".
En 2017, elle tourne une publicité très controversée faisant l'éloge de la peau blanche face à la peau noire, taxée de raciste, pour la marque Seoul Secret et ses pilules miracles Snowz, : dans les médias, en Thaïlande, une peau sombre reste toujours synonyme de "classe inférieure", estime la blogueuse Kaewmala, même si une vraie prise de conscience a eu lieu sur la question du racisme ces dernières années.

## Filmographie
- 1998 : Crime Kings / เสือ โจรพันธุ์เสือ
- 2008 : E-Tim tai nae / อีติ๋มตายแน่
- 2009 : Bangkok Traffic (Love) Story / รถไฟฟ้ามาหานะเธอ
- 2009 : Oh My Ghosts! / โอ้!มายโกสต์ คุณผีช่วย
- 2010 : Saturday Killer[9] / มือปืนดาวพระเสาร์
- 2011 : Headshot / ฝนตกขึ้นฟ้า
- 2012 : Seven Something / รัก 7 ปี ดี 7 หน
- 2013 : Oh My Ghosts! โอ้!มายโกสต์ คุณผีช่วย
- 2014 : The Life Of Gravity / แรงดึงดูด (téléfilm de Pen-ek Ratanaruang[10]).

## Liens externes

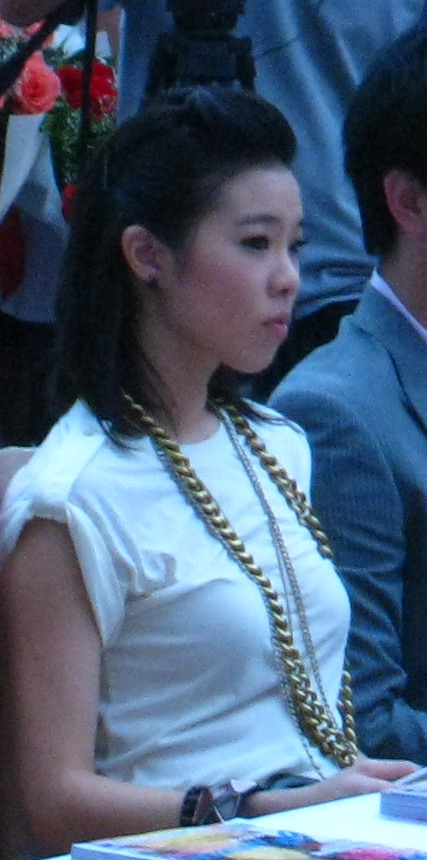
Cris Horwang en 2008